# Cantó de Maule-Lextarre
Cantó de Maule-Lextarre (en francès i oficialment canton de Mauléon-Licharre i en basc Maule-Lextarreko kantonamendua) és una divisió administrativa francesa, situat en el departament dels Pirineus Atlàntics i la regió Nova Aquitània. La capital és Maule-Lextarre (per fusió de dues comunes el 1841).

## Composició
El cantó agrupa 19 comunes::
- Ainharbe
- Altzürükü
- Arrokiaga
- Barkoxe
- Berrogaine-Lahüntze
- Bildoze-Onizepea
- Ezpeize-Ündüreine
- Garindaine
- Gotaine-Irabarne
- Idauze-Mendi
- Maule-Lextarre
- Mendikota
- Mitikile-Larrori-Mendibile
- Muskildi
- Ospitalepea
- Sarrikotapea
- Sohüta
- Urdiñarbe
- Ürrütxoi-Larrabile

## Consellers generals
| Data d'elecció                             | Identitat           | Partit | Qualitat                  |
| ------------------------------------------ | ------------------- | ------ | ------------------------- |
| 1945                                       | René Elissabide     |        |                           |
| 1951                                       | René Elissabide     |        |                           |
| 1958                                       | René Elissabide     |        |                           |
| 1964                                       | Dominique Goux      |        |                           |
| 1970                                       | Dominique Goux      |        |                           |
| 1976                                       | Dominique Goux      |        |                           |
| 1982                                       | Pierre Roger        |        |                           |
| 1988                                       | Jean Lougarot       |        | alcalde de Maule-Lextarre |
| 1994                                       | Jean-Pierre Mirande | UDF    | alcalee de Garindein      |
| 2001                                       | Jean-Pierre Mirande | UDF    | alcalde de Garindein      |
| 2008                                       | Jean-Pierre Mirande | DVD    | alcalde de Garindein      |
| No es coneixen les dades anteriors a 1945. |                     |        |                           |